# Catedral de Nuestra Señora del Rosario (Mangalore)
La Catedral de Nuestra Señora del Rosario (originalmente en portugués:  Igreja Nossa Senhora do Rosário de Mangalore) o bien la Catedral del Rosario es una catedral católica en la Diócesis de Mangalore, en la India dedicada a Nuestra Señora del Rosario. Fue la primera iglesia católica en la región Canara. Históricamente, esta fue la única iglesia parroquial en Mangalore reservado para la alta casta católica local.
La iglesia de Nuestra Señora del Rosario de Mangalore fue originalmente una iglesia antigua construida por los portugueses. Fue terminada por estos en 1568. La tradición oral afirma que se encontró la imagen de la Virgen María en el altar mayor por los pescadores en el mar; cuando se quedó atrapada en su red. Más tarde fue llevada a la iglesia y se instaló allí. La iglesia era el principal centro de devoción por la casta Bamonn quien veneró la imagen de Nuestra Señora del Rosario en el altar.  Fue mencionada por el viajero italiano Pietro Della Valle, durante su visita a Mangalore en 1623. 
La iglesia fue profanada y destruida por el gobernante y sultán Tipu en 1784. La reconstrucción de la iglesia más tarde comenzó en 1813. En 1910, se demolió la estructura de la antigua catedral y el actual edificio fue erigido en su lugar.